# جون توماس بيغرز
جون توماس بيغرز (بالإنجليزية: John T. Biggers)‏ (ولد في 13 أبريل عام 1924، وتوفي في 25 يناير عام 2001) كان فنان لوحات جدارية أمريكيًّا إفريقيًّا برز بعد نهضة هارلم حتى الحرب العالمية الثانية، عمل بيغرز على إنجاز أعمال ينتقد فيها الظلم الاقتصادي والعرقي. كان بيغرز رئيس قسم الفنون في جامعة ولاية تكساس للزنوج ومؤسسه (تسمى اليوم جامعة تيكساس الجنوبية).

## النشأة والدراسة
ولد بيغرز في منزل شوزن بناه أبوه في غاستونيا، كارولاينا الشمالية. كان أبوه واعظ تعميد ومزارعًا وصانع أحذية ومدرسًا في المدرسة ومالك مدرسة من ثلاث غرف. أما أمه كورا فكانت مدبرة في منازل الأسر البيضاء. كان بيغرز أصغر إخوته السبعة، وتربى في عائلة قريبة تقدر الإبداع والتعليم. عندما توفي زوج كورا في عام 1937، عملت في دار للأيتام السود، وأُرسل جون وأخوه جو إلى أكاديمية لنكولن، وهي مدرسة جمعية أمريكية تبشيرية في جبل كينغز في كارولاينا الشمالية.
بعد أن تخرج من أكاديمية لنكولن، دخل بيغرز معهد هامبتون (يسمى الآن جامعة هامبتون). أراد بيغرز أن يصبح سبّاكًا (شملت دراسته في هامبتون رسومًا لغرفة المرجل)، ولكن حياته تغيرت تغيّرًا كبيرًا عندما أخذ درسًا في الفنون مع فيكتور لونفيلد، وهو لاجئ يهودي هرب من الاضطهاد النازي في النمسا عام 1939 قبل الحرب العالمية الثانية. عرف لونفيلد تلاميذه على أعمال أمريكيين أفارقة وكان مهتمًّا بتغيير افتراضات طلابه عن الميراث الإفريقي من خلال تعريفهم السياق الاجتماعي والديني للفن الإفريقي، الذي كان في متحف هامبتون مجموعة كبيرة منه.
ثم بدأ بيغرز دراسة الفن. في هامبتون، درس بيغرز على يد الفنان الأمريكي الإفريقي تشارلز وايت والنحاتة إليزابيث كاتلت. وهناك تعرف على فنّاني الجداريات المكسيكيين خوسي كليمينت أوروزكو، وديفيد ألفارز سيكويروس، ودييغو ريفيرا، وعلى الأمريكيين الإقليميين غرانت وود وريغينالد مارش وتوماس هارت بنتون وهاري ستيرنبرغ. وتعرف على فناني نهضة هارلم وليام أرتيس وهيل وودرف وتأثر بهما، وبالكاتبين ويليام إدوارد بورغاردت دو بوا وآلين لوك.
في عام 1943، جُنّد في سلاح البحر الأمريكي، الذي كان في ذلك الوقت معزولًا، يُعزل فيه البيض عن السود. بقي في معهد هامبتون وصنع نماذج لعدد عسكرية لأغراض التدريب. في السنة نفسها، تبيّنت مواهبه عندما ضُمّ عمله في معرض لاندمارك لفنون الشباب الزنجيين في متحف الفنون الحديثة في نيويورك. سُرّخ بيغرز في عام 1945.

## الدراسة والعمل
عندما ترك فيكتور لونفيلد معهد هامبتون ليدرّس التربية الفنية في جامعة ولاية بنسلفانيا، أقنع بيغرز أن يتبعه. في عام 1946، تسجل بيغرز في جامعة ولاية بنسلفانيا حيث حاز على شهادة البكلوريوس والماجستير في التربية الفنية عام 1948. في السنة نفسها، تزوج بيغرز هازل هيلز. وحاز على شهادة دكتوراه من جامعة ولاية بنسلفانيا في عام 1954. نال بعد ذلك شهادة دكتوراة فخرية في الآداب من جامعة هامبتون عام 1990.
توجد أعمال بيغرز في جامعة هامبتون في هامبتون، فيرجينيا، لا سيما في مكتبة الحرم الجامعي. يحوي متحف الجامعة في جامعة هيوستن تكساس الجنوبية مجموعة من أعمال جون توماس بيغرز.
في هيوستن، تيكساس، كان بيغرز الرئيس المؤسس لقسم الفن في جامعة هيوستن، تيكساس للزنوج (تسمى الآن جامعة تيكساس الجنوبية) في عام 1949. «على مدى السنين الأربع والثلاثين التالية، درّب بيغرز الجيل الجديد من الفنانين والمعلمين الأمريكيين الإفريقيين، وهو جزء مهم من تراث بيغرز». تقاعد السيد بيغرز من جامعة تيكساس الجنوبية في عام 1983. وكان يعيش في شارع روث 3527 عندما كان يدرس في جامعة تيكساس الجنوبية.